# Sistema de Pagos en Monedas Locales
El Sistema de Pagos en Monedas Locales (SML), lanzado el 3 de octubre de 2008, es un sistema de pago que permite el comercio entre Argentina, Paraguay y Brasil en sus monedas (Guaraní de Paraguay) (peso, y real), sin necesidad de utilizar dólares. Permitirá profundizar el comercio exterior en pesos y reales, generando una reducción en los costos de las transacciones, tanto financieros como administrativos. Asimismo, la aplicación de este nuevo mecanismo facilitará el acceso de pequeños y medianos empresarios al comercio bilateral, profundizando los mercados en monedas locales.

## Marco regulatorio
- Convenio del Sistema de Pagos en Moneda Local entre la República Argentina y la República Federativa de Brasil
- Reglamento Operativo